# Australomimetus mendax
Espèce
Australomimetus mendax est une espèce d'araignées aranéomorphes de la famille des Mimetidae.

## Distribution
Cette espèce est endémique de Tasmanie en Australie.

## Description
Le mâle holotype mesure 3,745 mm et la femelle paratype 6,08 mm.

## Publication originale
- Harms & Harvey, 2009 : A review of the pirate spiders of Tasmania (Arachnida, Mimetidae, Australomimetus) with description of a new species. Journal of Arachnology, vol. 37, no 2, p. 188-205 (texte intégral).